# Francisco Bonet Serrano
Francisco "Paco" Bonet Serrano (nascut el 27 de juny de 1959) és un antic futbolista professional espanyol que va jugar com a defensa central.
Va participar en 98 partits de Lliga durant cinc temporades (un gol), amb el Reial Madrid i el Mallorca. Va ser internacional amb la selecció espanyola.

## Carrera de club
Nascut a Almuñecar, província de Granada, Andalusia, Bonet va començar la seva carrera professional amb l'Elx CF, va participar en tres temporades de Segona Divisió amb el club i també va ser cedit al RCD Mallorca durant el seu mandat, i va ser traslladat a la ciutat per fer el servei militar. El 1982 va fitxar amb el Reial Madrid, va debutar a la Lliga el 5 de setembre en un empat a 2 a casa contra el Reial Valladolid i va ser titular en les seves 24 aparicions durant la campanya per ajudar a aconseguir un segon lloc.
Durant la final de la Copa del Rei de 1983, Bonet va patir una greu lesió després d'una dura entrada deMigueli del FC Barcelona, de la qual mai no es va recuperar del tot. Mentre jugava a l'estadi Santiago Bernabéu, també va jugar vuit partits en competicions europees, set d'ells en la Recopa de la UEFA.
Bonet es va retirar el 1989 als 30 anys, després d'un parell de temporades de primer nivell amb el Mallorca.

## Carrera internacional
Bonet va guanyar quatre partits per a Espanya en sis mesos. El seu primer va arribar el 27 d'octubre de 1982, en una victòria a casa per 1-0 contra Islàndia per a la fase de classificació per a la UEFA Euro 1984.

## Palmarès
Reial Madrid
- Copa de la UEFA: 1984–85